# Żarki
Żarki – miasto w Polsce położone w województwie śląskim, w powiecie myszkowskim, siedziba władz gminy miejsko-wiejskiej Żarki.
W 1595 roku miasto położone w powiecie lelowskim województwa krakowskiego było własnością Aleksandra Myszkowskiego.

## Demografia
Piramida wieku mieszkańców Żarek w 2014 r.:

## Dzielnice

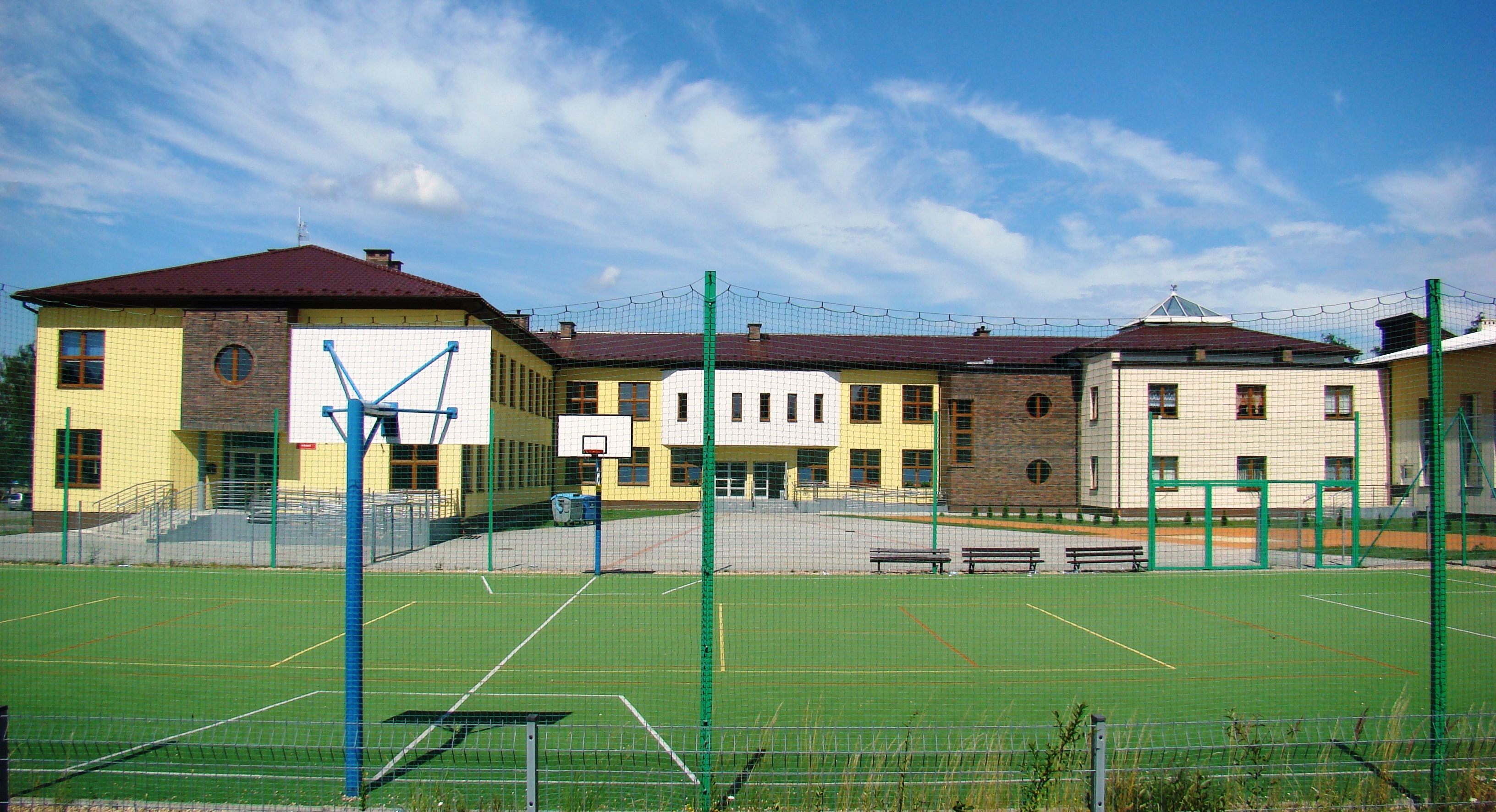
Biblioteka i Gimnazjum im. Jana Pawła II w Żarkach

W skład Żarek wchodzi 5 dzielnic:
- Czarka
- Leśniów
- Olesiów
- Połomia Żarecka
- Przewodziszowice

## Historia

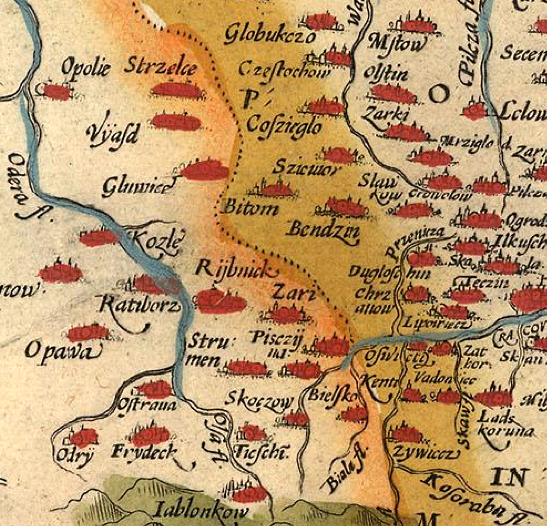
Żarki w granicach Korony Królestwa Polskiego na mapie Wacława Grodzieckiego wydanej w 1592 roku.

Po raz pierwszy Żarki wzmiankowano w spisie świętopietrza z lat 1325–1327. W 1370 r. osadę otrzymał jako lenno książę Władysław Opolczyk. Prawa miejskie miasto uzyskało przed 1382 r. W 1406 r. Władysław Jagiełło przeniósł je z prawa polskiego na prawo średzkie. W 1466 r. miał istnieć tu zamek, którego bronił podczas najazdu Jakub Kreza.
W 1556 r. miasto otrzymało przywilej organizowania cotygodniowych targów, które odbywały się w każdy wtorek i trzech jarmarków w roku. Około 1620 r. Mikołaj Koryciński rozpoczął tu budowę dworu obronnego. Gościła w nim później królowa Maria Ludwika, żona Władysława IV. W 1661 r. znaczna część mieszkańców zmarła na skutek zarazy. W 1664 r. miasto zostało zniszczone przez wielki pożar. 
W 1712 r., w okresie walk o koronę polską, pod Żarkami doszło do bitwy między zwolennikami Stanisława Leszczyńskiego i Augusta II. Z kolei w 1809 r. miasto wyznaczono na punkt zborny wojsk narodowych z terenów ówczesnych powiatów: częstochowskiego, lelowskiego i pilickiego.
W 1827 r. ludność żydowska stanowiła ok. 27% mieszkańców. W I poł. XIX w. (po 1831 r.) pochodzący z Krakowa przemysłowiec Piotr Steinkeller rozpoczął proces uprzemysłowienia miasta. Założył w mieście olejarnię, browar oraz zakład produkcji maszyn rolniczych, w którym produkował również popularne powozy, nazywane później steinkelerkami. Kiedy  w trakcie budowy Kolei Warszawsko-Wiedeńskiej w latach 40. XIX w. mieszkańcy przeciwstawili się poprowadzeniu jej przez Żarki, o co Steinkeller usilnie zabiegał, popadł z nimi w konflikt, na skutek którego zdecydował się sprzedać swe tutejsze majątki. W wyniku tego miasto wkrótce wyraźnie podupadło.
Żarki utraciły prawa miejskie za udział mieszkańców w powstaniu styczniowym.

### II wojna światowa
Po wybuchu II wojny światowej, w dniu 4 września 1939 r. żołnierze niemieccy rozstrzelali w Żarkach 104 mieszkańców. Podczas okupacji hitlerowskiej, w 1941 roku Niemcy utworzyli getto dla żydowskich mieszkańców. Przebywało w nim około 3500 Żydów. W 6 października 1942 zostali wywiezieni do obozu zagłady Treblinka II i tam zamordowani. Podczas likwidacji getta żydowskiego, w dniu 6 października 1942 r. Niemcy rozstrzelali na kirkucie grupę trzystu Żydów. 28 marca 1944 roku grupa partyzantów Armii Ludowej skonfiskowała 10 000 kartek żywnościowych o wartości 100 tys. marek. Akcją dowodził Franciszek Szlachcic.

### Okres powojenny
W dniu 1 lipca 1949 r. Żarki odzyskały prawa miejskie (miasto utworzono z gromad Żarki i Leśniów na podstawie rozporządzenia Ministra Administracji Publicznej z 9 sierpnia 1949 r.). Działały w nim 3 młyny, tartak, cegielnia i kilka spółdzielni pracy. Szczególnie rozwinięte było rzemiosło skórzane: pracowało wielu garbarzy, szewców i kuśnierzy. Miasto było znane z wyrobu kożuchów i czapek futrzanych.
W latach 1975–1998 miasto administracyjnie należało do województwa częstochowskiego.

## Zabytki

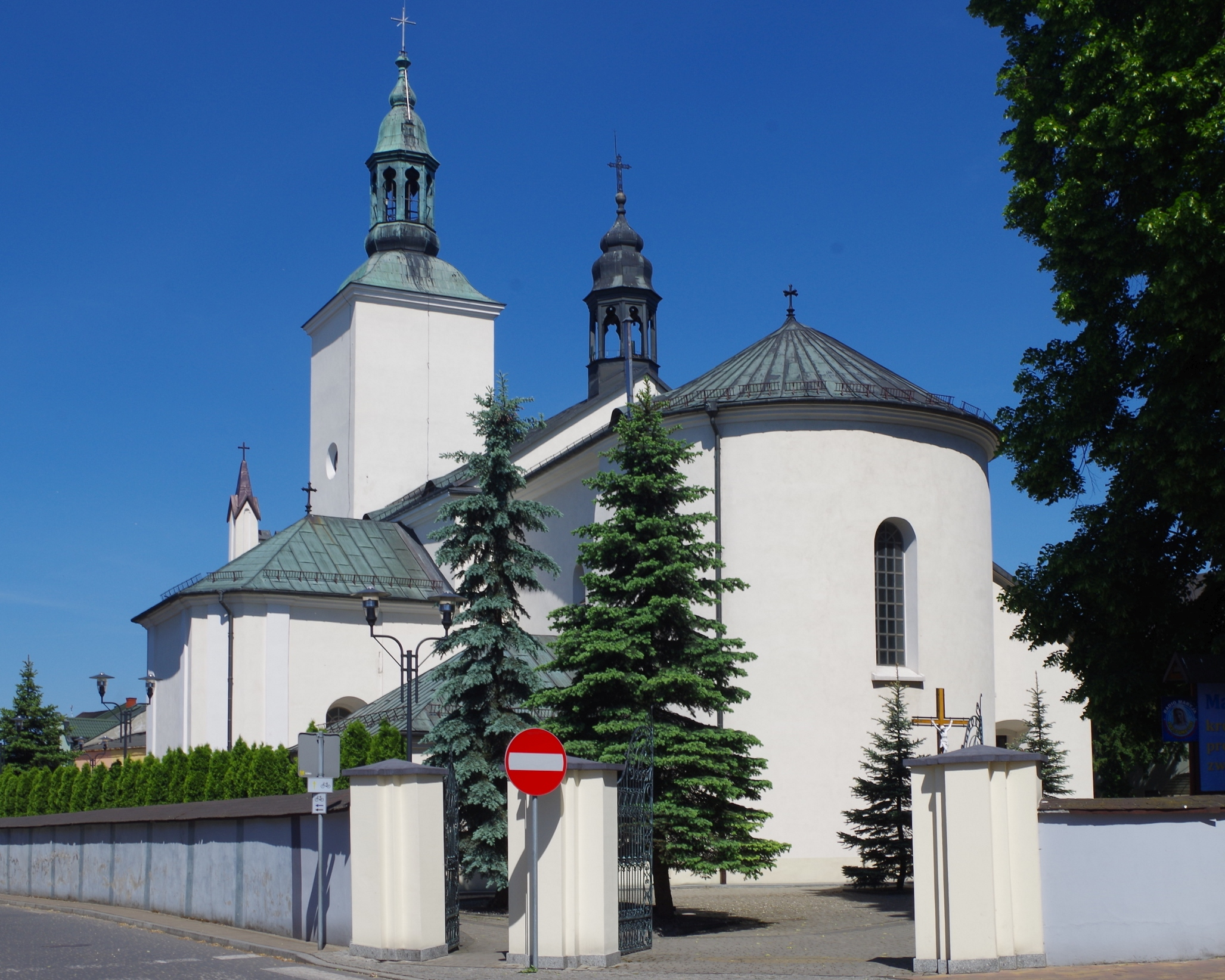
Kościół parafialny pw. Świętych Szymona i Judy

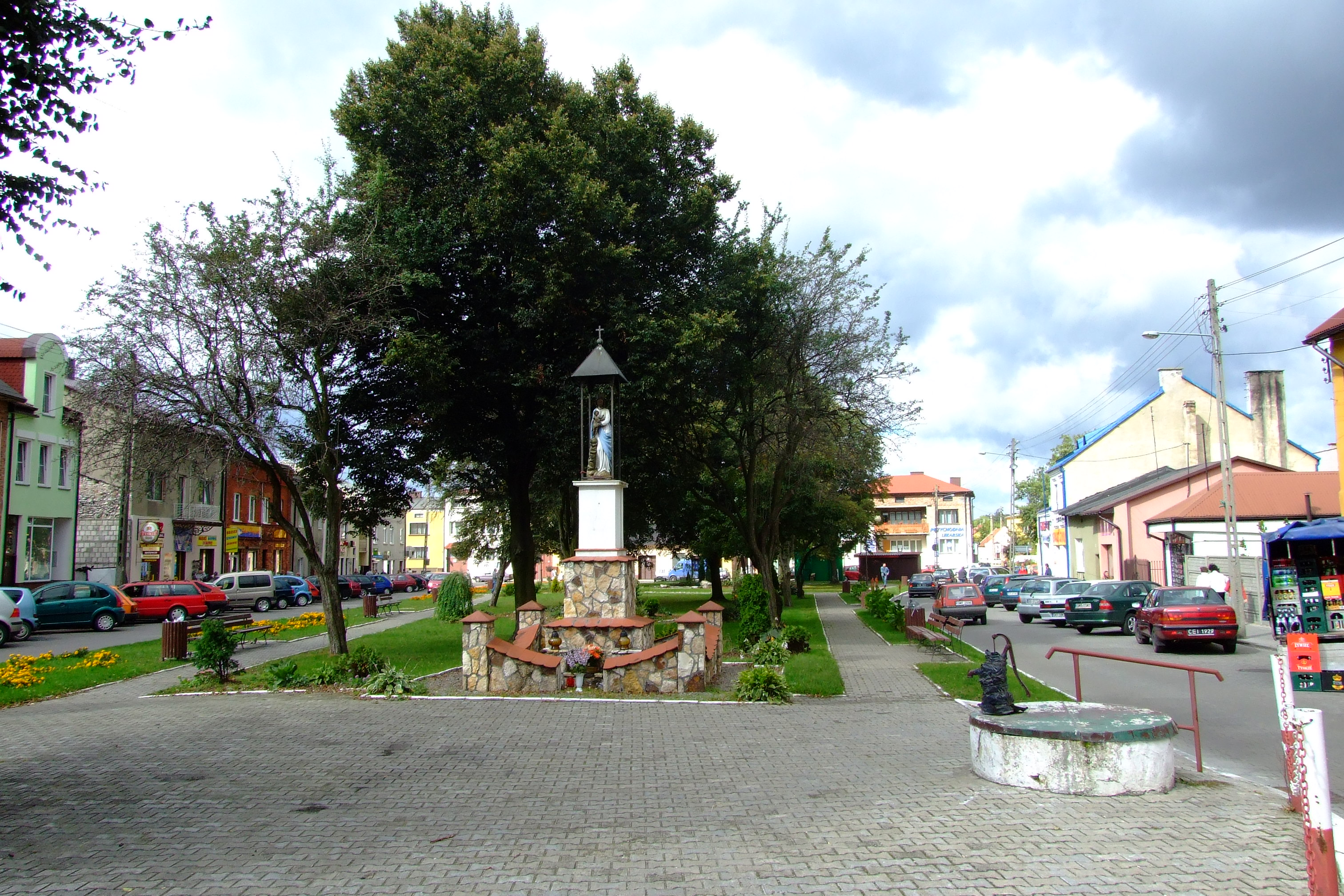
Rynek w Żarkach w 2007 r. (przed przebudową)

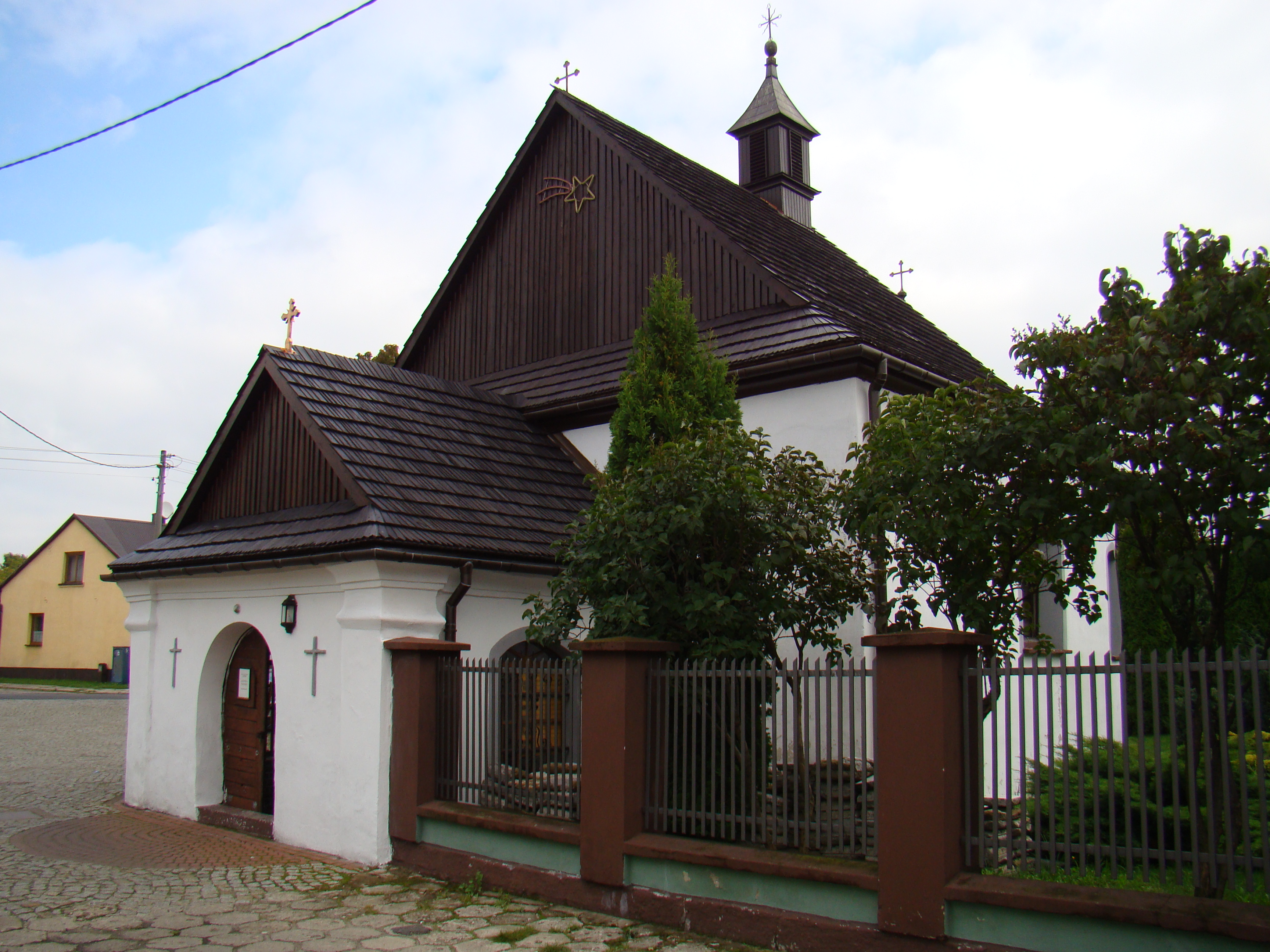
Kościół szpitalny św. Barbary

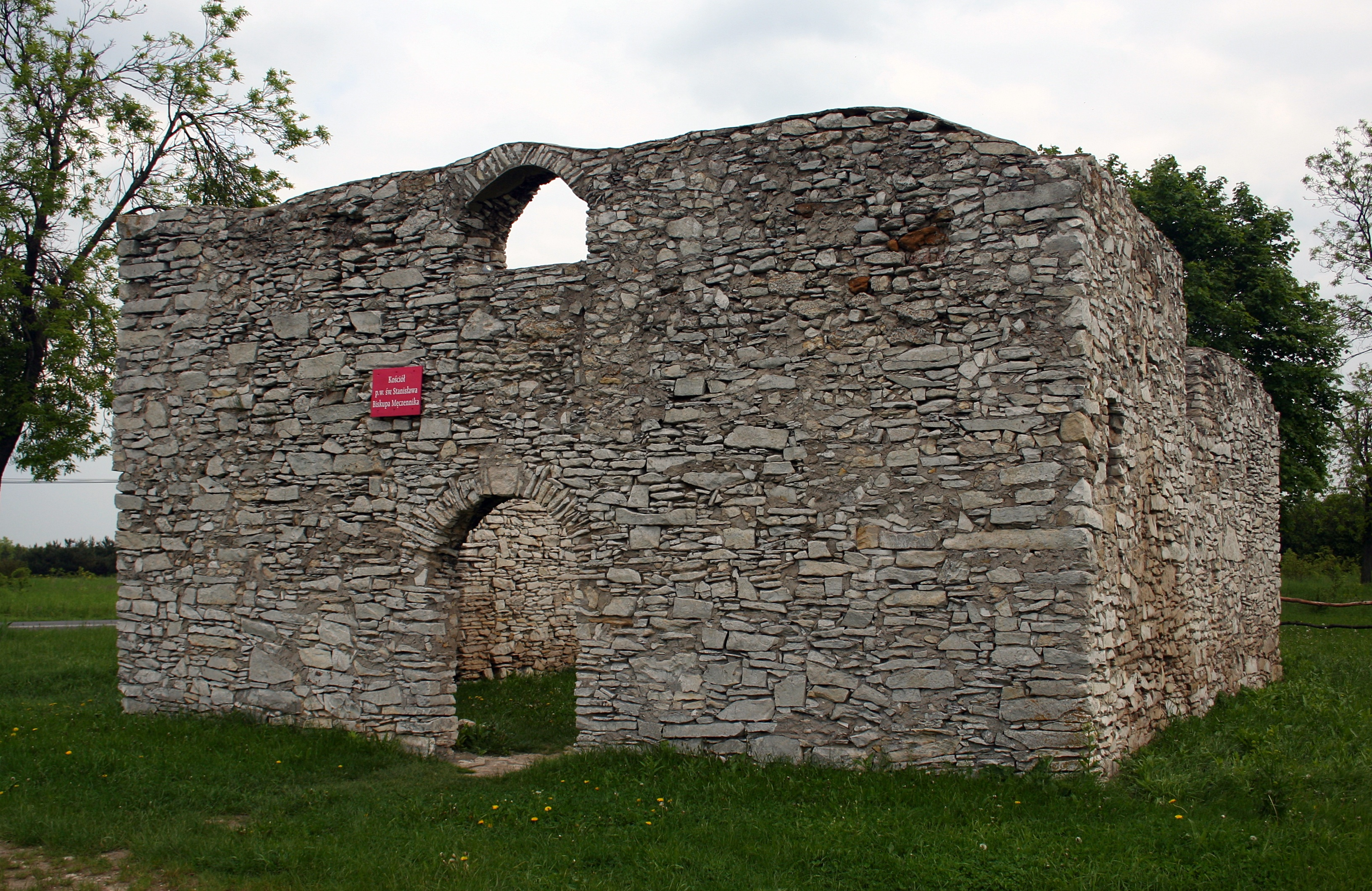
Ruiny kościoła św. Stanisława

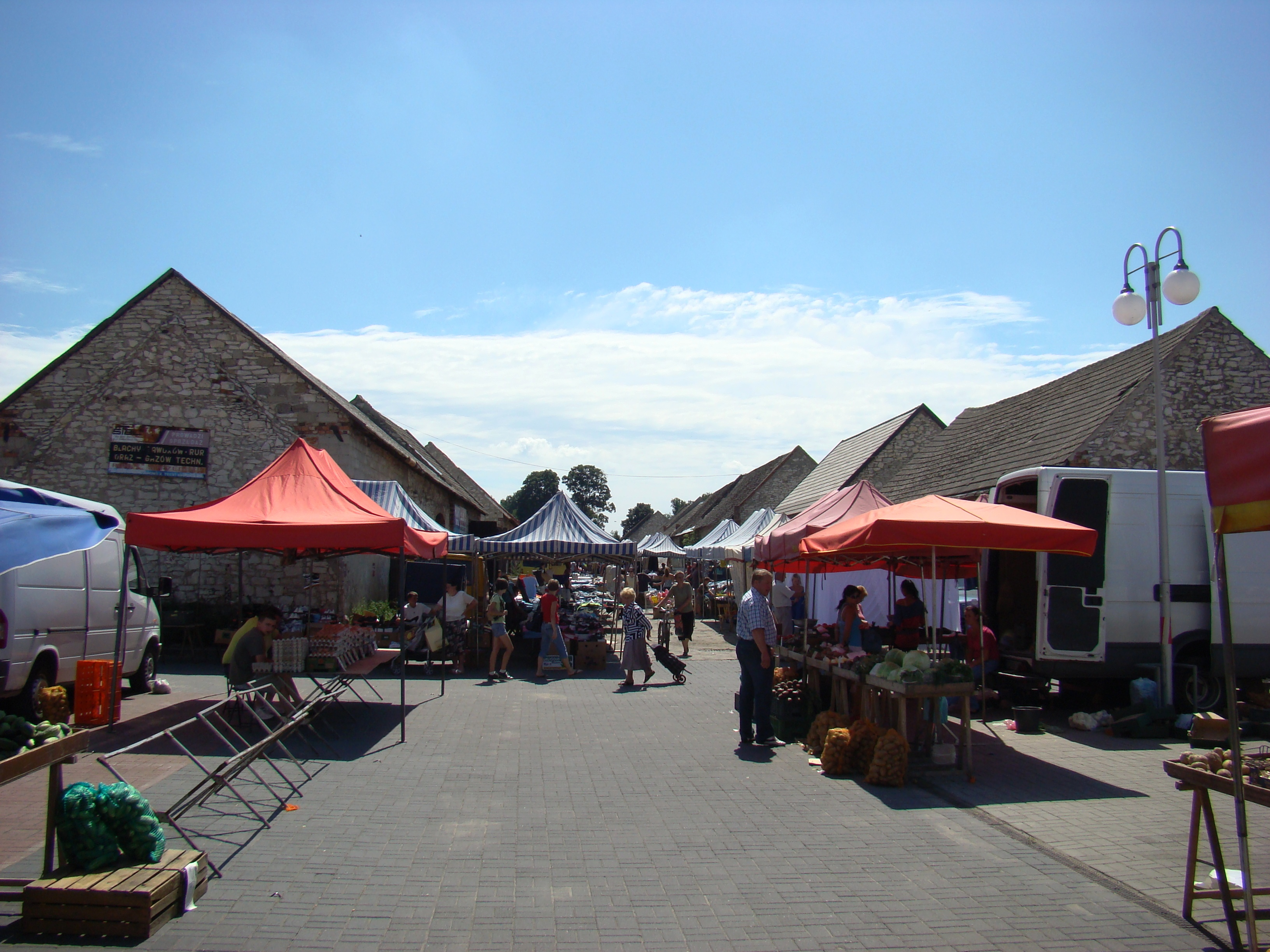
Jarmark przy stodołach

- Sanktuarium Matki Bożej Leśniowskiej Patronki Rodzin
- strażnica Przewodziszowice z XIV w.;
- kościół św. Szymona i Judy Tadeusza z 1522 r. i rozbudowany w XVII w.;
- kościół św. Barbary z XVII w.;
- pozostałości zespołu dworskiego Korycińskich z XVIII w. – mur i baszta;
- ruiny kościoła św. Stanisława, zbudowanego przed 1782 r.[10];
- kamienne stodoły z końca XIX i początku XX w. przy ul. Ofiar Katynia, w których nakręcono kilka kadrów do filmu Lecha Majewskiego Młyn i krzyż;
- cmentarz parafialny[11].

Zabytki kultury żydowskiej
- Nowy cmentarz żydowski;
- Stary cmentarz żydowski;
- Synagoga z 1870 r.;
- Szlak Kultury Żydowskiej.

## Wspólnoty wyznaniowe
Na terenie Żarek funkcjonuje parafia rzymskokatolicka Świętych Apostołów Szymona i Judy Tadeusza.

## Transport
Węzeł drogowy – krzyżują się tu drogi wojewódzkie 789, 792 oraz 793. W odległości 18 km od miasta przebiega międzynarodowa trasa E75 Gdańsk – Cieszyn.